# Fərqanə Qasımova

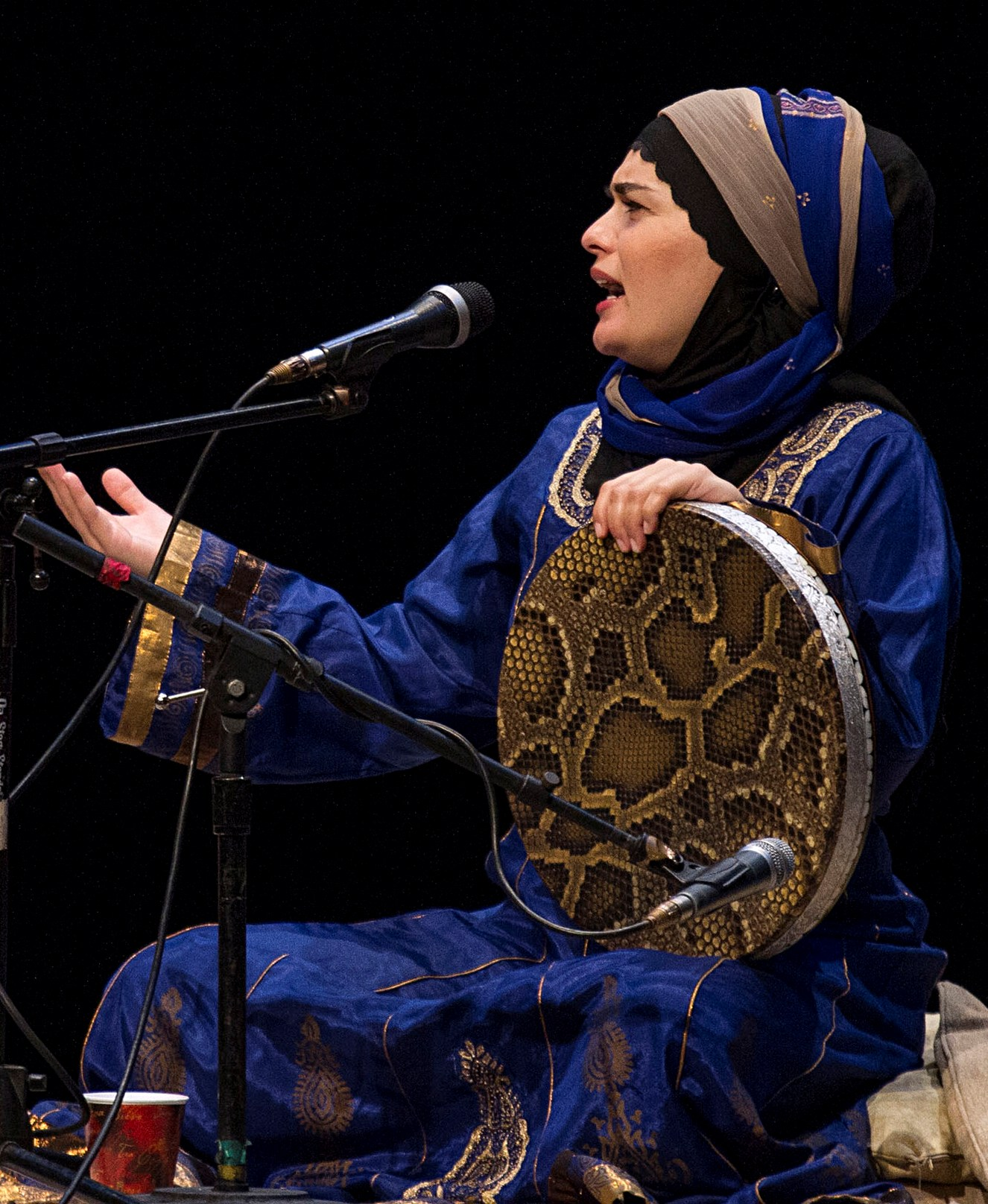
Fərqanə Qasımova

Fərqanə Qasımova (Ferghana Qasimova, Fargana Qasimova, * 23. April 1979) ist eine aserbaidschanische Mughamsängerin.

## Leben und Wirken
Die Tochter des Mughamsängers Alim Qasimov studierte von 1996 bis 2000 am aserbaidschanischen Nationalkonservatorium. 1995 nahm sie sechzehnjährig erstmals an einer Konzerttournee mit der Gruppe ihres Vaters durch Deutschland teil. Sie trat im Heydar-Aliyev-Palast und der Konzerthalle der aserbaidschanischen Philharmonie und u. a. in Schweden, Japan, Frankreich, Österreich, Belgien, England, Italien und Polen auf.
1999 wirkte sie neben ihrem Vater als Sängerin an dem Album Love's Deep Ocean mit. 2002 nahm sie als Solistin am Women's Voices Festival in Belgien teil. Seit 2004 ist sie Mitglied von Yo-Yo Mas Silk Road Ensemble. 2006 drehte der Regisseur Kriss Delvill in Belgien unter dem Titel Meditation Day eine dreiundfünfzigminütige Dokumentation über sie.

## Diskographische Hinweise
- Alim Qasımov & Fərqanə Qasımova Love’s Deep Ocean, 1999 (mit Rauf Islamov, Natiq Şirinov)
- Alim Qasımov, Fərqanə Qasımova Central Asian Series, Vol. 6: Spiritual Music of Azerbaijan, 2005 (mit Rafael Asgarov, Rauf Islamov, Ali Asgar Mammadov)
- Alim Qasımov & Fərqanə Qasımova Intimate Dialogue. Live at Morgenland Festival Osnabrück, 2010
- Alim Qasımov, Fərqanə Qasımova, Yulduz Turdieva, Ibrahim Keivo, Ayshemgul Memet, Salar Aghili Eastern Voices, 2010